# Nardophyllum bryoides
Nardophyllum bryoides es una especie de plantas con flores perteneciente a la familia Asteraceae. Es originaria de Chile.

## Taxonomía
La especie fue descrita inicialmente como Nardophyllum obtusifolium por William Jackson Hooker y George Arnott Walker Arnott y publicado en Companion to the Botanical Magazine 2: 44, en 1836, hoy en día es un sinónimo de esta; y ulteriormente se cambiaría la especie como Nardophyllum bryoides por Ángel Lulio Cabrera en Notas del Museo de la Plata, Botánica 17: 61, en 1954, siendo esta última, descrita inicialmente como Conyza bryoides por Jean-Baptiste Lamarck en Encyclopédie Méthodique, Botanique 2: 91, en 1786, considerado tanto como un sinónimo como el basónimo de esta.